# Pęcherzyk żółtkowy

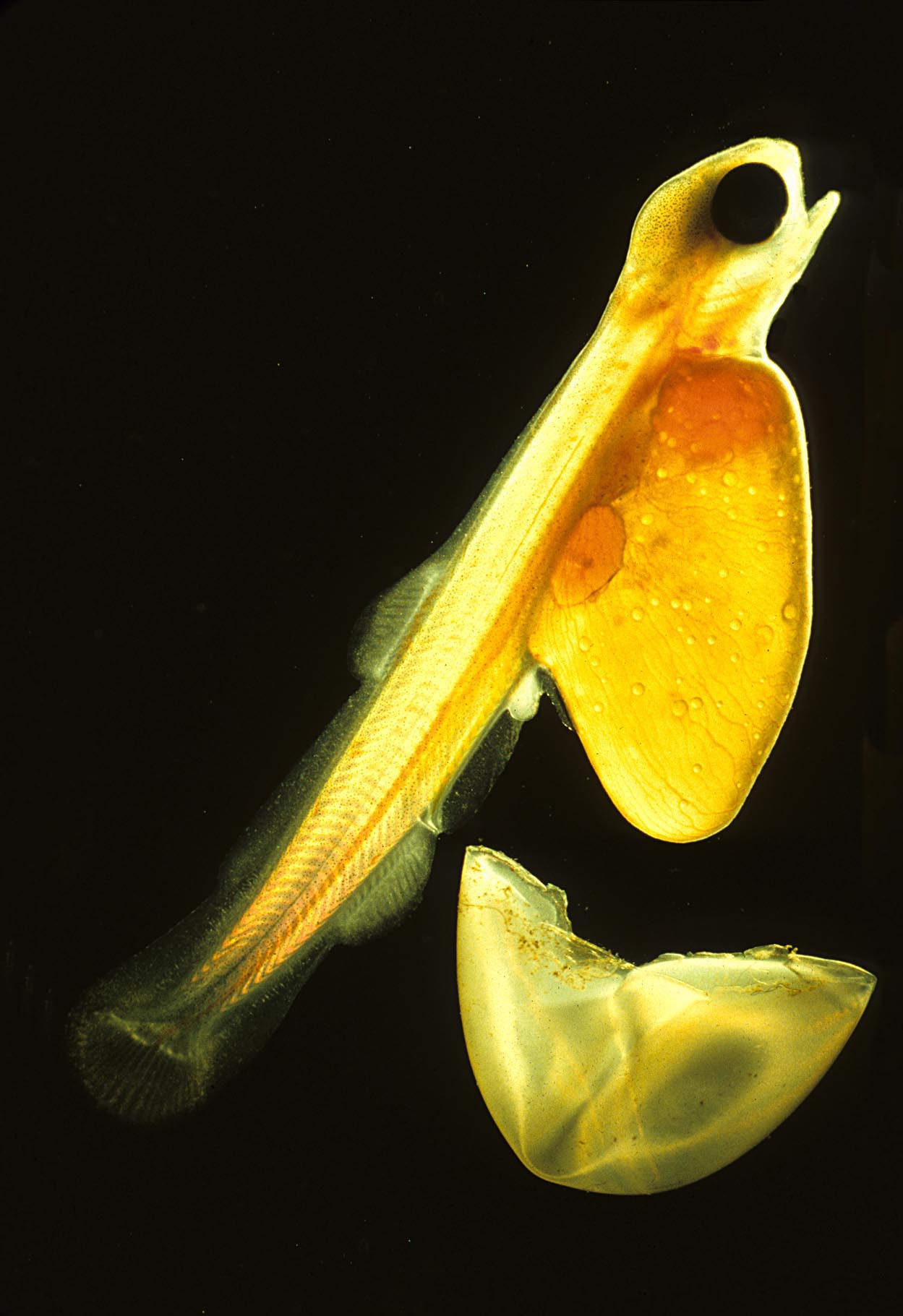
Postać larwalna łososia z woreczkiem żółtkowym tuż po wykluciu z jaja.

Pęcherzyk żółtkowy, woreczek żółtkowy – błona płodowa otaczająca żółtko zarodka. Podczas rozwoju zarodek zużywa żółtko, więc pęcherzyk zmniejsza się i zostaje wcielony do pępowiny.
U świeżo wylęgniętego narybku widoczny po stronie brzusznej w postaci zwisającego woreczka.
U człowieka w rozwoju pęcherzyka żótkowego wyróżnia się trzy stadia:
1. Pęcherzyk pierwotny – powstaje około 7.–8. dnia rozwojowego. Wysłany jest błoną Hausera powstającą z hipoblastu, do której przylegają komórki cytotrofoblastu.
2. Pęcherzyk wtórny – powstaje około 9. dnia, w momencie wyścielenia przez endodermę powierzchni błony Hausera.
3. Pęcherzyk ostateczny – powstaje w wyniku wytworzenia fałdów zarodka (głowowego oraz ogonowego), kiedy prajelito łączy się przewodem żółtkowo-jelitowym z pęcherzykiem żółtkowym.